# Марад
Марад е древен шумерски град, разположен на западния бряг на тогавашната Западно разклонение на горната част на река Ефрат, западно от Ниппура в съвременния Ирак и на около 50 km югоизточно от Киш, на река Арахту.

## История
Марад е създаден през 2700 г. пр.н.е.